# 大田区立多摩川小学校
大田区立多摩川小学校（おおたくりつ たまがわしょうがっこう）は、東京都大田区矢口3丁目にある区立小学校である。

## 沿革
- 1956年（昭和31年）
  - 1月 - 大田区議会において位置と校名が決定される。
  - 4月1日 - 開校。
  - 4月x日 - 開校式挙行（普通教室17・管理室7）。
  - 5月 - 校章制定。
- 1959年（昭和34年）11月 - 校歌制定。
- 1962年（昭和37年）9月 - プール竣工。
- 1969年（昭和44年）5月 - 体育館竣工。
- 1971年（昭和46年）3月 - 第3次工事完了（鉄筋普通教室9）。
- 1975年（昭和50年）3月 - 第4次工事完了（鉄筋校舎）。
- 1976年（昭和51年）2月 - 第5次工事完了。
- 1980年（昭和55年）4月 - 重層体育館完成。
- 1983年（昭和58年）3月 - プール全面改修。
- 1989年（平成元年）12月 - 給食室（ドライ方式）全面改修。
- 1992年（平成4年）3月 - プール全面改修。
- 1993年（平成5年）3月 - 校庭改修。
- 1995年（平成7年）10月 - 開校40周年記念式典。
- 1999年（平成11年）12月 - 耐震補強工事完了。
- 2001年（平成13年）9月 - パソコン増設（20台）、インターネット導入。
- 2002年（平成14年）8月 - 音楽室にエアコン設置。
- 2004年（平成16年）7月 - 図書室とパソコン室にエアコン設置。
- 2005年（平成17年）11月 - 開校50周年記念式典。
- 2006年（平成18年）6月 - 普通教室・特別教室にエアコン設置。
- 2008年（平成20年）8月 - Pタイル（廊下・階段）改修。
- 2011年（平成23年）11月 - 開校55周年記念桜の植樹式。
- 2014年（平成26年）4月 - 校庭芝生化完成。
- 2015年（平成27年）
  - 4月 - サポートルーム（特別支援教室）開設。
  - 10月 - 開校60周年記念式典。
- 2016年（平成28年）10月 - 備蓄倉庫移設・多目的室新設。
- 2017年（平成29年）
  - 1月 - キュービクル改修工事。
  - 4月 - 放課後子ども広場事業開始。

## 教育目標
〇正しく
- 自分の考えをもち、表現できる子ども
- 創意工夫して、解決に努める子ども

〇強く
- 最後までやりとげる意志の強い子ども
- 健康づくりに取り組む子ども

〇やさしく
- 相手の立場に立って考えることができる子ども
- お互いに助け合い、豊かな心をもつ子ども

## 主な卒業生
- | [icon] | この節の加筆が望まれています。 |

## アクセス
- 東急バス「反01」系統「多摩川大橋」バス停から、徒歩約650m・約10分。
- 東急電鉄東急多摩川線
  - 矢口渡駅から、徒歩約1.1km・約16分。
  - 武蔵新田駅から、徒歩約1.04km・約15分。

## 周辺
- 社会福祉法人行道福祉会おひさま保育園 - 進学前保育園のひとつ
- 多摩川
  - 多摩川大橋（国道1号線）
- 大田区道主要102号線（多摩川土手）
- 多摩川大橋緑地